# Les Rois du soleil
Pour plus de détails, voir Fiche technique et Distribution.
Les Rois du soleil (titre original : Kings of the Sun) est un film américain réalisé par J. Lee Thompson, sorti en 1963.

## Synopsis
À une période floue de l'histoire maya, quelque part dans la péninsule du Yucatán, le jeune prince Balam, brave, sage et pacifique, s'enfuit avec son peuple face à l'armée du cruel Hunac Ceel. Ils arrivent par la mer sur une terre inconnue ressemblant à la civilisation du Mississippi. Un cacique local, Aigle Noir, lui aussi brave et sage, est fait prisonnier. Promis à un sacrifice humain, il est gracié par Balam que cette tradition rebute et qui pense que les dieux apprécient surtout que les hommes se montrent solidaires et travailleurs. Mais les deux hommes, amoureux de la belle Ixchel, entrent en rivalité et les deux peuples se séparent. C'est alors que débarque Hunac Ceel et ses guerriers avides de sang. Balam fait front, vite submergé. Aigle Noir et son peuple décident de lui porter assistance. Hunac Ceel est tué, son armée défaite mais Aigle Noir paie aussi de sa vie. Avant que de fermer les yeux, il exhorte Balam à se montrer ferme à jamais sur la question du sacrifice humain.

## Fiche technique
- Titre : Les Rois du soleil
- Titre original : Kings of the Sun
- Réalisation : J. Lee Thompson, assisté de John Flynn (non crédité)
- Scénario : Elliott Arnold et James R. Webb
- Photographie : Joseph MacDonald
- Montage : William Reynolds
- Musique : Elmer Bernstein
- Costumes : Norma Koch
- Producteur : Lewis J. Rachmil
- Société de production : The Mirisch Corporation
- Société de distribution : United Artists
- Pays d'origine :  États-Unis
- Langue : anglais
- Format : Couleurs - 2,35:1 - Mono
- Genre : Film dramatique, Film d'aventure, Film historique Thriller
- Durée : 108 minutes
- Date de sortie : 1963
- Affiche : Macario Gómez Quibus (Espagne)

## Distribution
- Yul Brynner  (V.F : Georges Aminel) : Chef Aigle Noir
- George Chakiris (V.F : Jean-Louis Jemma)  : Balam
- Shirley Anne Field  (V.F : Martine Sarcey) : Ixchel
- Richard Basehart : Ah Min
- Barry Morse  (V.F : Louis Arbessier) : Ah Zok
- Leo Gordon  (V.F : Pierre Collet) : Hunac Ceel
- Ford Rainey (V.F : Jacques Berlioz) :  Le Chef
- Brad Dexter (V.F : André Valmy) : Ah Haleb
- Armando Silvestre  (V.F : Georges Atlas) : Isatai
- Rudy Solari (V.F : Jean-Pierre Duclos) : Pitz
- James Coburn  (V.F : Jean-Claude Michel) : Narrateur